# Artemita centor
Artemita centor är en tvåvingeart som först beskrevs av Charles Howard Curran 1934.  Artemita centor ingår i släktet Artemita och familjen vapenflugor.
Artens utbredningsområde är Guyana. Inga underarter finns listade i Catalogue of Life.